# Iron Gate
Iron Gate è un comune degli Stati Uniti d'America, situato nello Stato della Virginia, nella Contea di Alleghany.